# NGC 467
NGC 467 é uma galáxia lenticular (S0) localizada na direcção da constelação de Pisces. Possui uma declinação de +03° 18' 05" e uma ascensão recta de 1 horas, 19 minutos e 10,1 segundos.
A galáxia NGC 467 foi descoberta em 8 de Outubro de 1785 por William Herschel.